# Sørkjosens flygplats
Sørkjosens flygplats (norska: Sørkjosen lufthavn) är en regional flygplats belägen vid tätorten Sørkjosen i Nordreisa kommun i Troms fylke i norra Norge. Flygplatsen ägs och drivs av Avinor.  

## Faciliteter
På flygplatsen finns det ett enklare självbetjäningskafé. Flygplatsen tillhandahåller även 50 avgiftsfria parkeringsplatser. Det finns även biluthyrning.  

## Marktransport
Reguljär flygbussservice saknas.

## Destinationer

### Inrikes
| Flygbolag | Destinationer                                                          |
| --------- | ---------------------------------------------------------------------- |
| Widerøe   | Alta, Berlevåg, Båtsfjord, Hammerfest, Kirkenes, Mehamn, Tromsø, Vadsø |